# Bigbig Studios
BigBIG Studios Limited était un développeur de jeu vidéo britannique, situé à Leamington Spa. La compagnie a été fondée en 2001 par quatre anciens employés de Codemasters. Le studio était affilié à Evolution Studios.
Bigbig Studios et Evolution Studios sont achetés par Sony Computer Entertainment en septembre 2007.
En janvier 2012, Sony annonce la fermeture de BigBIG Studios.

## Productions
| Titre                          | Date de Sortie | Plateformes                         |
| ------------------------------ | -------------- | ----------------------------------- |
| Pursuit Force                  | 2005           | PlayStation Portable                |
| Pursuit Force: Extreme Justice | 2007           | PlayStation Portable                |
| MotorStorm: Arctic Edge        | 2009           | PlayStation Portable, PlayStation 2 |
| Little Deviants                | 2011           | PlayStation Vita                    |